# Кенжебаев, Сагындык Джунусович
Сагындык Джунусович Кенжебаев (каз. Сағындық Жүнісұлы Кенжебаев; 15 мая 1924 года — 25 декабря 2018 года) — советский казахстанский комсомольский, партийный, государственный и хозяйственный деятель, учёный.

## Биография
В 1942 году окончил Казахское педагогическое училище им. Абая. В 1942 году вступил в ряды ВЛКСМ. Работал секретарём аулсовета депутатов трудящихся села Бесоба Каркаралинского района Карагандинской области.
Участник Великой Отечественной войны. Летом 1942 года был направлен в Орловско-Курское военное училище, которое находилось в эвакуации в Туркмении. После полугодовой подготовки был направлен в распоряжение Резервного фронта. Был командиром орудия тяжёлого танка ИС. Участвовал в битве на Курской дуге, оборонительных боях Брянского и Калининского фронтов, воевал в Восточной Пруссии. Награждён двумя медалями «За отвагу», медалью «За взятие Кенигсберга».
В 1945—1946 годах — курсант Краснознаменного военно-политического училища им. М. В. Фрунзе.
В 1946 году начинает работать инструктором Каркаралинского райкома партии Карагандинской обл.
В 1946—1948 годах — первый секретарь Каркаралинского райкома ЛКСМ Казахстана Карагандинской области.
В 1948—1950 годах — слушатель Центральной комсомольской школы при ЦК ВЛКСМ.
В 1950 году закончил Московский государственный университет.
В 1950—1951 годах — секретарь Карагандинского обкома ЛКСМ Казахстана.
В 1951—1956 годах — секретарь ЦК ЛКСМ Казахстана. В 1957-58 годах — второй секретарь ЦК ЛКСМ Казахстана. В 1958-60 годах — первый секретарь ЦК ЛКСМ Казахстана.
В 1960—1962 годах — секретарь Актюбинского обкома КП Казахстана.
В 1962—1965 годах учился в аспирантуре Академии общественных наук при ЦК КПСС. Защитил кандидатскую диссертацию на тему «Расширение межнациональных общений в процессе строительства коммунизма в СССР».
В 1965—1967 годах — проректор Алма-Атинского педагогического института иностранных языков.
В 1967—1976 годах — заместитель министра высшего и среднего профессионального образования Казахской ССР.
С 1976 года — на преподавательской работе. Работает в Алма-Атинском педагогическом институте иностранных языков. С 1985 года — доктор философских наук, тема исследования «Социальное творчество народных масс в условиях развитого социализма». С 1987 года — профессор. Автор 150 научных, научно-методических и публицистических работ.

## Депутатская работа
Был депутатом Верховного Совета Казахской ССР 5 созыва.

## Участие в съездах комсомола
Делегат 5, 6, 7, 8, 9-го съездов ЛКСМ Казахстана, 12 и 13 съездов ВЛКСМ.

## Награды
Награждён Орденом Трудового Красного Знамени, Орденом Отечественной войны 1 степени.
Награждён орденом «Курмет».

## Сочинения
- Тұрғынбаев Ә.Х., Кенжебаев С. Ж., Есімханов Т. Ғылым тарихы мен философия. — Алматы: Білім, 2006. — 288 с. — ISBN 9965-09-420-9.
- Тұрғынбаев Ә.Х., Кенжебаев С. Ж., Есімханов Т. Философия — Алматы : Білім, 2001. — 328 с. — ISBN 5-7667-2470-5.